# Elektro Music Department
Elektro Music Department (EMD) ist ein 1995 gegründetes Minimal-Techno-Label aus Berlin und gilt als „eines der stilbildendsten Labels der Techno-Geschichte“. Für das gesamte Artwork des Labels ist der in Berlin ansässige Schweizer Minimal-Künstler Daniel Pflumm verantwortlich. Musikalisch prägten Klaus Kotai und Gabriele Loschelder das Label. 

## Hintergrund
Bei dem Label ging es besonders in den Anfängen um die Verbindung von Kunst und Clubgeschehen. Angeschlossen war der Berliner „Mikroclub“ Elektro, der seit 1992 in der Mauerstraße 15 in Berlin Auftritte internationaler DJs und Technoacts veranstaltete, bis das Gebäude 1995 abgerissen wurde. Nachfolgeclub wurde Ende der 1990er Jahre erst das Panasonic, dann das Init, beide in Berlin, Mitte.
„Radikale Reduzierung der Tracks auf das Wesentliche war damals ein Markenzeichen des Labels. Die Musik wurde von Klaus Kotai und Mo Loschelder (Kotai + Mo) produziert. Klaus Kotai kam vom Label Disko B aus München dazu und mit ihm hat Mo auch das erste Mal im Studio zusammengearbeitet. Der visuelle und visionäre Künstler Daniel Pflumm erstellte das Artwork und produzierte für jede Veröffentlichung einen Videoclip. Ein besonderes Gimmick darin war das Einblenden von Telefonnummern damaliger Künstler.“
„Der Eindruck, mit jeder Hülle ein kleines grafisches Kunstwerk in der Hand zu haben, trägt sicherlich zum Ruf des Labels bei [...]  Wie kein anderes steht das Label für ein bestimmtes Berliner Club-Modell. Die Verbindung von Club und Kunst, nicht-kommerzielles Wirtschaften abseits der offiziellen Strukturen, die Identität spendende Kraft der elektronischen Musik für eine internationale community: Ab Mitte der 90er Jahre erreichte das alles mit dem Elektro Music Department eine gewisse klassische Form.“

## Musiker
- Klaus Kotai
- Gabriele Loschelder
- Kotai + Mo
- Daniel Pflumm
- El Puma
- 100 Records
- RRR
- Jochen Bader
- Mika Vainio
- The Customers